# Uti possidetis
Uti possidetis ("zoals je in bezit hebt") of uti possidetis iure is een Latijnse term voor een rechtsbeginsel in het internationale recht. Het beginsel wordt toegepast bij het onafhankelijk worden van nieuwe staten. 

## Geschiedenis
Het beginsel vindt zijn oorsprong in het regionaal gewoonterecht van post-koloniale Latijns-Amerikaanse staten die zich onafhankelijk verklaarden van Spanje en Portugal. Zij baseerden zich voor de grensafbakening op de grenzen die ervoor reeds werden opgelegd door de Spanjaarden en Portugezen. De voormalige Spaanse kolonies baseerden zich op uti possidetis de iure (d.w.z. dat men de juridisch door de koloniale mogendheden vastgelegde administratieve grenzen in beschouwing nam), terwijl de voormalige Portugese kolonies (bijv. Brazilië) uti possidetis de facto hanteerden, waarbij werd gekeken naar de effectieve gezagsuitoefening.
In het kader van de dekolonisatie van Afrika werd dit principe overgenomen in de Verklaring van Caïro van 1964 ten behoeve van de stabiliteit van de grenzen en met het oog op het vermijden van grensgeschillen. Tot hier toe heerste er de consensus dat uti possidetis enkel kon worden toegepast in de context van de dekolonisatie. 
Evenwel rees de vraag of het beginsel ook kon worden toegepast buiten een koloniale sfeer. De Arbitragecommissie van de EG-Conferentie over Joegoslavië onder leiding van Robert Badinter (ook wel de Badintercommissie genoemd) antwoordde op deze vraag bevestigend in 1991. Aldus is uti possidetis geëvolueerd van een regel van regionaal gewoonterecht naar een regel van internationaal gewoonterecht.

## Werking van het beginsel
Uti possidetis houdt in dat een nieuwe staat wordt afgebakend door de reeds bestaande grenzen. Dit zijn dan meestal de oude administratieve grenzen, die hiermee dus de nieuwe staatsgrenzen worden. De gehele bestuurlijke eenheid (provincie, deelstaat, kolonie) wordt hiermee dus onafhankelijk waarbij de oude provincie- of deelstaatgrenzen het gebied afbakenen. Toen bijvoorbeeld Oekraïne onafhankelijk werd, werden de nieuwe staatsgrenzen die van de oude Oekraïense sovjetrepubliek.
Uti possidetis is de tegenhanger van Status quo ante bellum waarbij de situatie zoals die voor het uitbreken van de oorlog was, wordt gerespecteerd.

## Voordelen en kritiek op het beginsel
Uti possidetis wordt vaak toegepast omdat het verschillende voordelen biedt. Zo hoeft over de grenzen niet meer gediscussieerd te worden, want die liggen er al. Hiermee kunnen in theorie toekomstige oorlogen of de inbezitneming van land als niemandsland door derde-mogendheden worden voorkomen.
Het beginsel staat echter ook aan kritiek bloot. De administratieve grenzen zijn vaak willekeurig getrokken en houden geen rekening met etnische samenstellingen. Soms doorsnijden ze zelfs opzettelijk woongebieden van volken, omdat de oude overheerser hun nationalisme en eventueel secessionisme wilde indammen. Dit heeft in het verleden tot talloze conflicten geleid. Soms betrof het een internationaal conflict doordat een deel van de nationale etnische groep nu in het buitenland woonde, en soms kwam een binnenlandse groep in opstand omdat de leden weigerden deel uit te maken van de nieuwe staat waar ze door het beginsel bij ingedeeld waren.
In sommige gevallen bleek uti possidetis geen bevredigende oplossing te bieden en is het beginsel losgelaten. Een voorbeeld hiervan is de afscheiding van België in 1830, waarbij de nieuwe Belgische grenzen dwars door de provincies Brabant, Limburg en Luxemburg liepen.

## Toepassing vanuti possidetis
Het beginsel is toegepast in vele vroeg-moderne vredesverdragen waarbij de grenzen van de staten maar ook de eigendom van (delen van) de geconfisqueerde goederen bleven zoals ze bij het afsluiten van het verdrag al bestonden.
In Amerika is het beginsel eind 18e en begin 19e eeuw voor het eerst toegepast bij de onafhankelijkheid van verschillende staten. Het leidde tot verschillende oorlogen en grenscorrecties, waardoor heden ten dage van de oude Britse en Spaanse administratieve indelingen weinig meer te bekennen is.
De volgende massale toepassing van het beginsel vond plaats midden 20e eeuw, toen de verschillende Afrikaanse staten onafhankelijk werden. Bij sommige staten gaf dit geen problemen, maar in o.a. de DR Congo, Nigeria, Soedan, Tsjaad, Rwanda en Burundi heeft het tot burgeroorlogen en internationale conflicten geleid.
Rond deze tijd zou ook Indonesië op grond van dit beginsel Nieuw-Guinea opeisen van Nederland. De uiteindelijke toewijzing aan Indonesië in 1965 werd door velen, de Papoea's voorop, als uiterst onbillijk ervaren omdat Papoea's cultureel zeer ver van de Javanen staan, die ze als overheersers beschouwen.
In de Sovjet-Unie en Joegoslavië is het beginsel ook toegepast, met gemengde gevolgen. Bij de meeste successiestaten van de Sovjet-Unie was de verdeling matig succesvol te noemen (met Armenië en Azerbeidzjan als belangrijkste uitzondering), maar in Joegoslavië kwamen de Servische minderheden in Kroatië en Bosnië, de Kroatische minderheid in Bosnië, en de Albanese minderheid in Servië (Kosovo) in opstand tegen hun nieuwe regeringen. Ook in Tsjecho-Slowakije werd dit beginsel in 1993 gebruikt.
De Volksrepubliek China eist op basis van dit beginsel nog altijd Taiwan en Tibet op.